# Inès Konan
 (mai 2023).
Inès Konan, née le 8 janvier 2002 à Bouaké, est une footballeuse internationale ivoirienne qui évolue au poste d'attaquante au FC Fleury 91.

## Biographie
En 2021-2022, Inès Konan joue pour l'Inter d'Abidjan. Elle est élue meilleure joueuse du championnat ivoirien.
Elle rejoint ensuite le FC Fleury 91 en championnat de France, où elle rejoint ses compatriotes Rosemonde Kouassi et Mariam Diakité,. Elle inscrit son premier but le 15 janvier 2023 lors du derby de l'Essonne face au Paris FC,.
Avec les Élephantes de Côte d'Ivoire, elle participe aux éliminatoires de la CAN 2022, où elle inscrit un but face au Niger.